# فسيفساء سيدة قرطاج

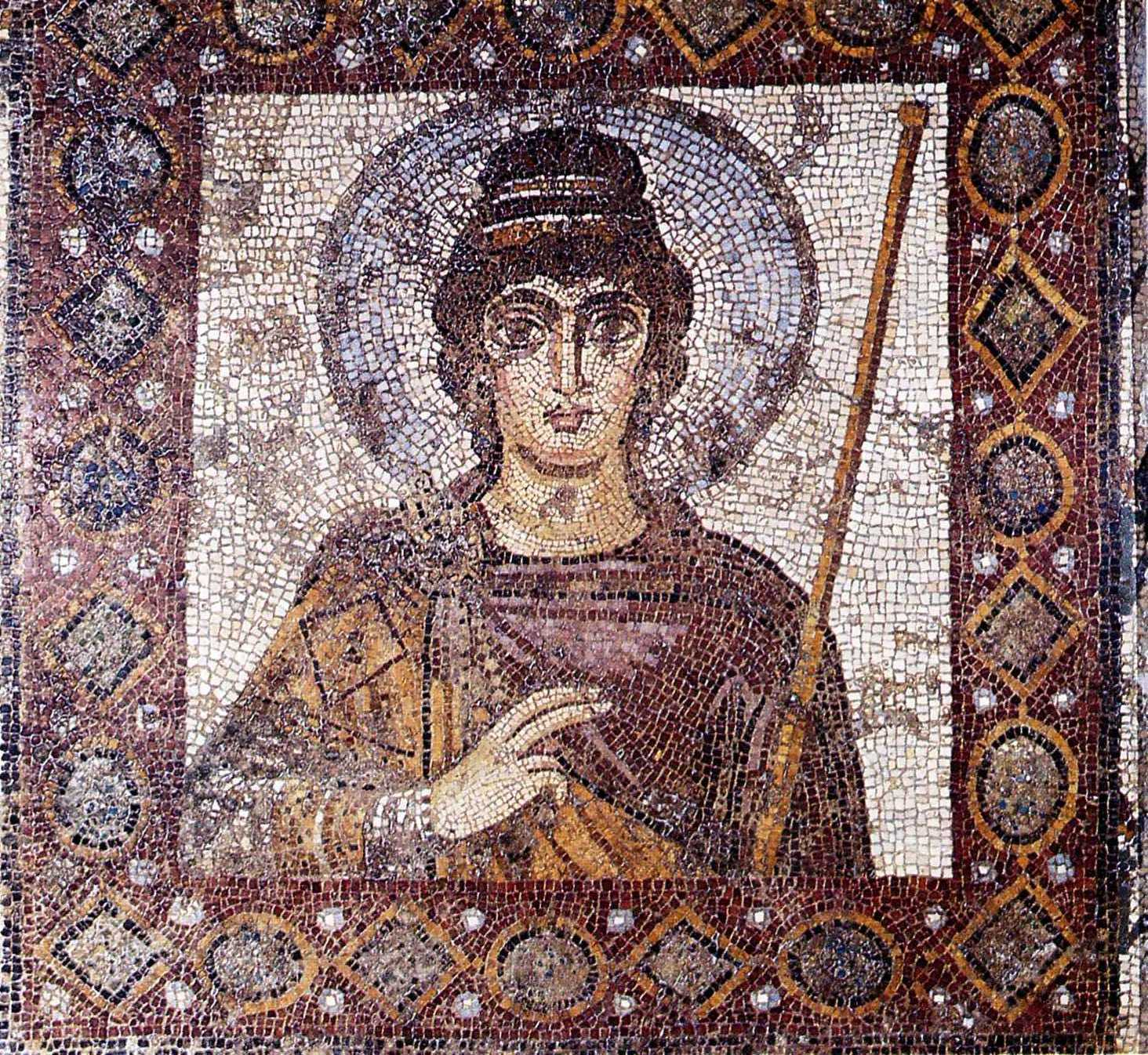
فسيفساء سيدة قرطاج

فسيفساء سيدة قرطاج هي عبارة عن فسيفساء رومانية اكتشفت في الموقع الأثري بقرطاج خلال عمليات التنقيب على تلة صيدا سنة  1953 .
 يتم الاحتفاظ بها في المتحف الوطني في قرطاج  كجوهرة  من الجواهر، وفقا للمؤرخ الفني محمد يعقوب هي عمل فني صعب التفسير «يتميز بالدقة في الجودة».

## تاريخ
تم اكتشاف الفسيفساء في عام 1953 في فيلا  بمنطقة صيدا خلال عمليات التنقيب وذلك لغاية تحضير المنطقة، ويصعب تحديد تاريخها لأنه لم يتم التنقيب بشكل كامل بالفيلا وتبقى منطقة صيدا لا تزال مجهولة.
يتراوح تاريخ هذا العمل ما بين عصر الوندال واستعادة
البيزنطية ولا يمكن أن تكون في وقت سابق من الربع الثاني من القرن الخامس[2].
يذكر مؤلفين آخرين القرن الخامس دون مزيد من الدقة، أو وضعها في النصف الثاني من هذا القرن كما يعقوب.
أنصار فرضية وجود تمثيل للعمل يؤرخ الإمبراطورة ثيودورا من القرن السادس.

## وصف

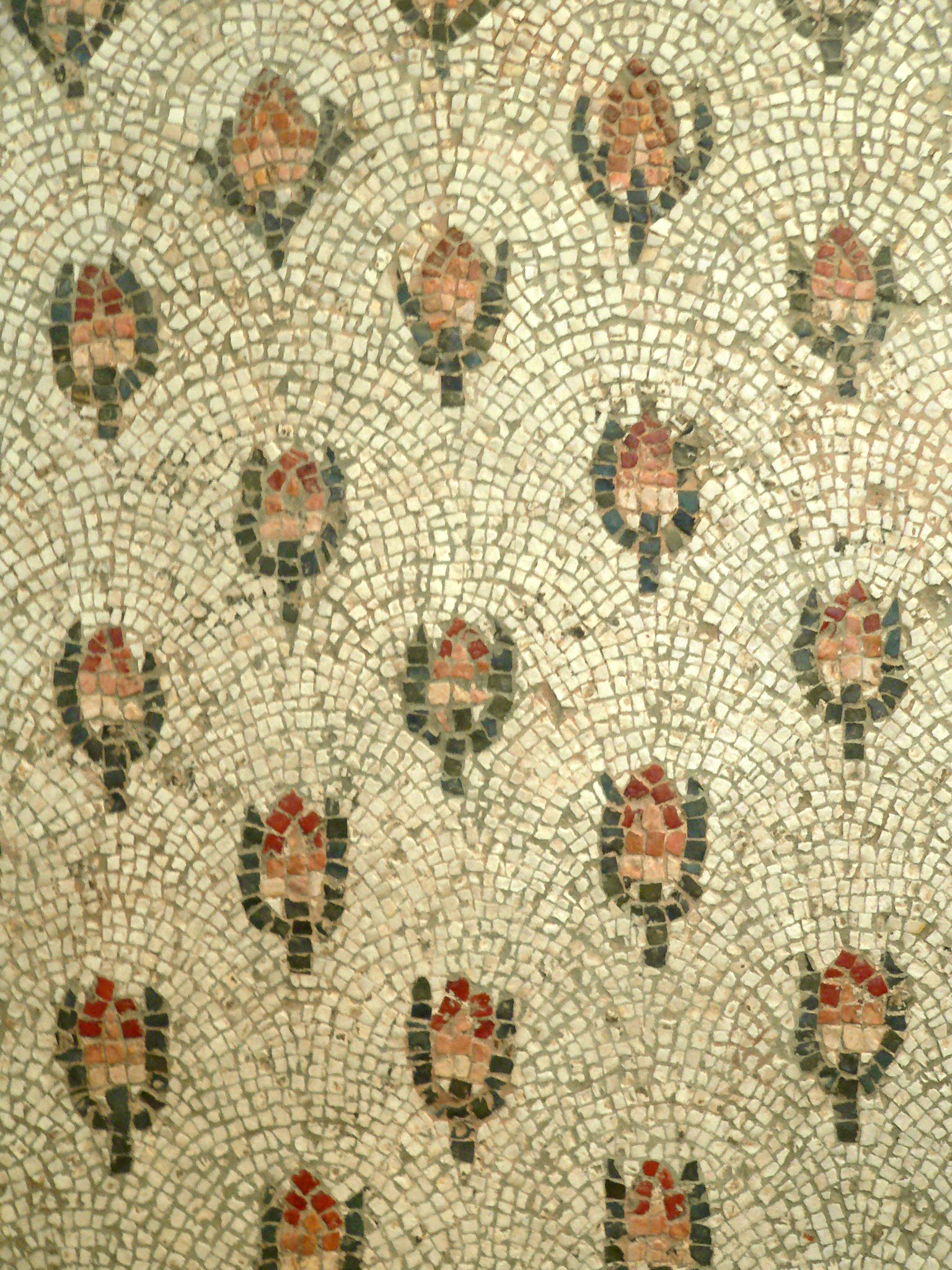
الورود في فسيفساء من فينيكس
على شتلات الورود من متحف اللوفر

اللوحة تتكون من فسيفساء  كبيرة قياس 1.08 متر بنسبة 1.02.
مكعبات الفسيفساء  مزيج من الرخام والزجاج، أخضر وأصفر وأبيض. على الرغم من أن الصورة قد فقدت بعض مكعبات الفسيفساء إلا أنها حافظت إجمالاً على شكل جيد و ما تبقى من الفسيفساء تتكون من ورود بالتناوب وبراعم.

## تفسير
الفسيفساءهي اكتشاف فريد مقارنة مع اكتشافات قرطاج في ذلك الوقت

## إشارات مرجعية
1. ↑  Mohamed Yacoub, Splendeurs des mosaïques de Tunisie, éd.
2. 1 2  Collectif, De Carthage à Kairouan. 2 000 ans d'art et d'histoire en Tunisie, éd.
3. ↑  Mohamed Yacoub, op. cit., p. 359

### مقالات ذات صلة
- فسيفساء رومانية